# Liste des gratte-ciel d'Istanbul
Depuis la construction du Sabanci Center en 1993, de nombreux immeubles d'au moins 100 mètres de hauteur ont été construits à Istanbul en Turquie.

## Bâtiments de plus de 100 mètres

### Bâtiments construits

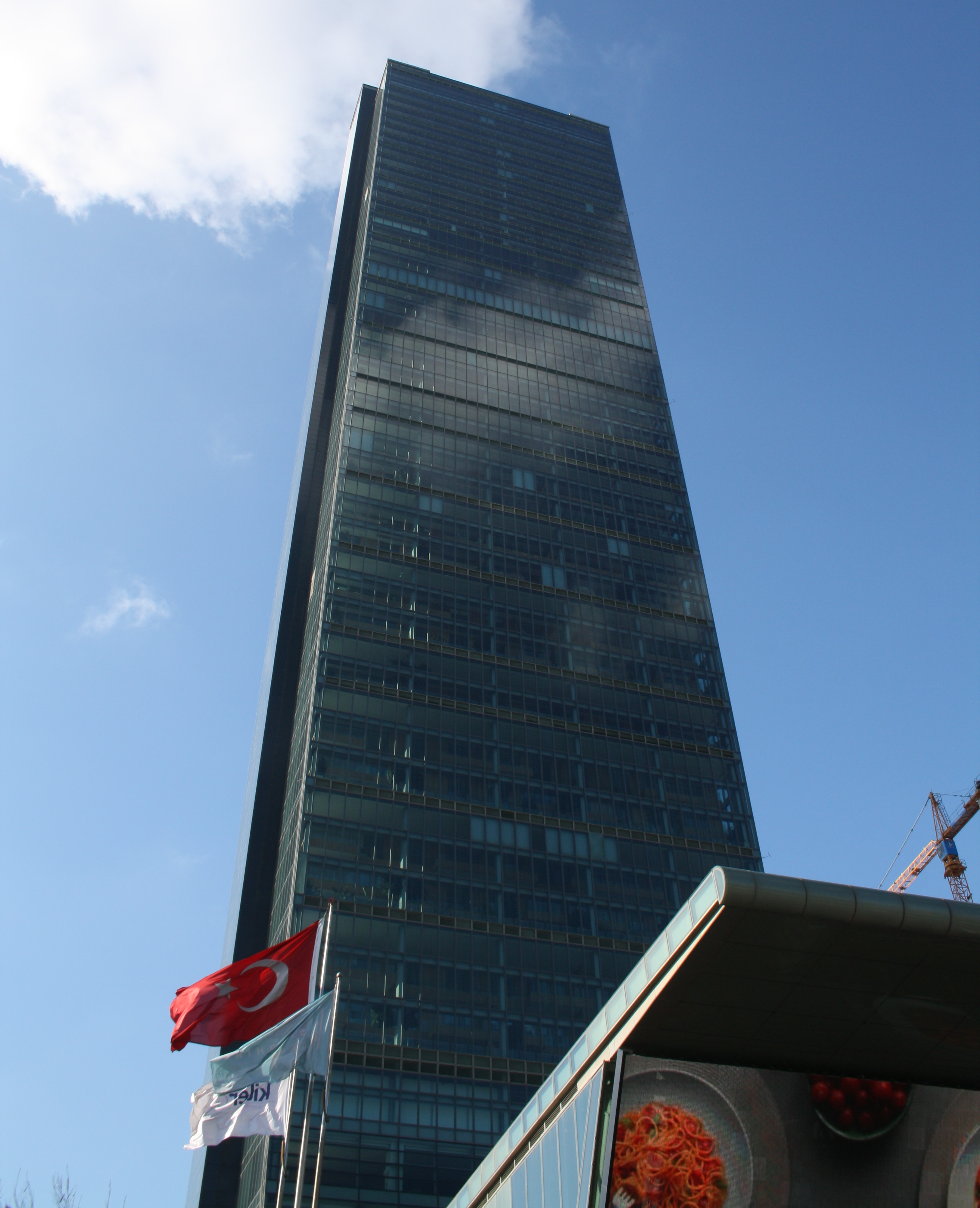
Sapphire Tower

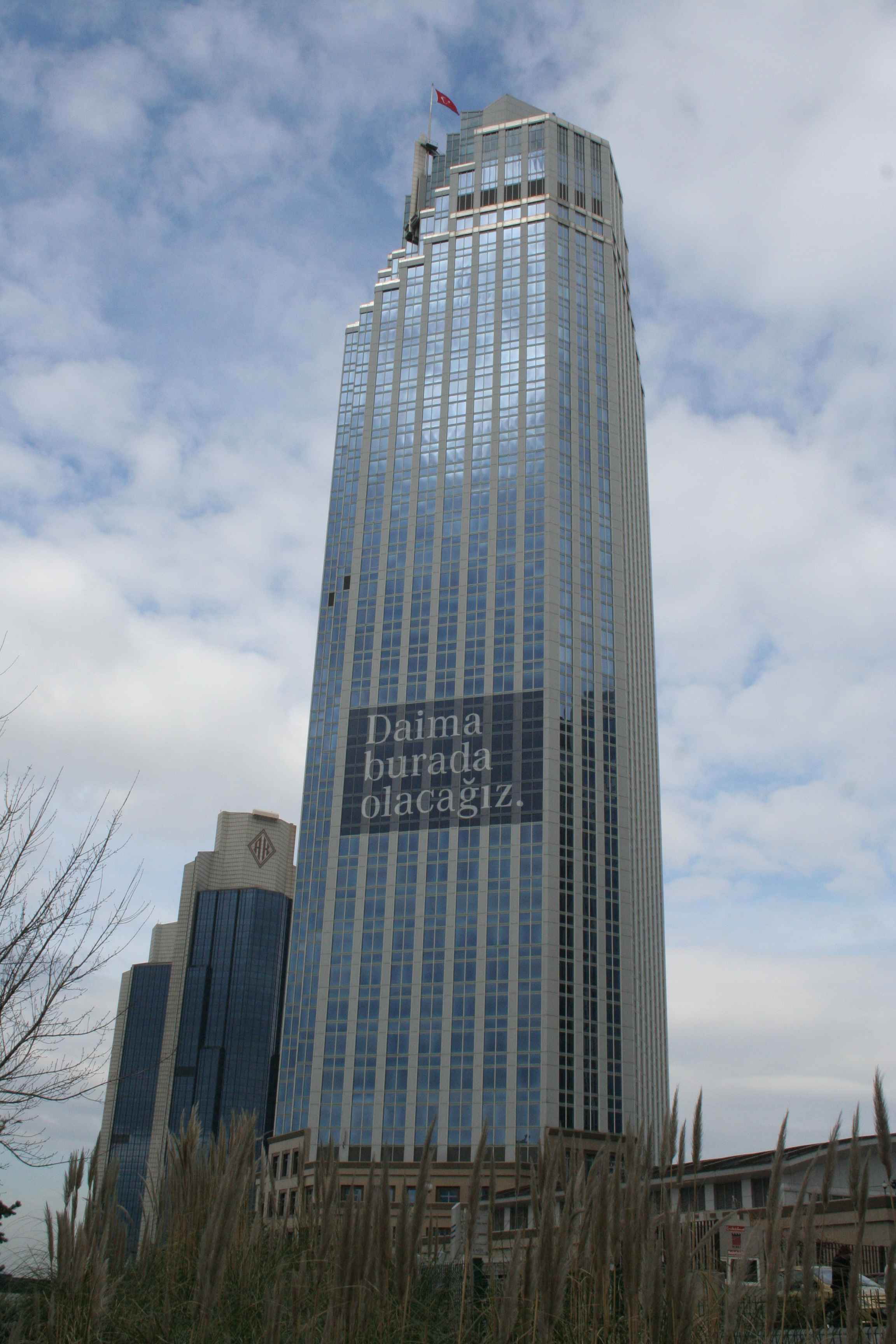
İşbank Tower 1

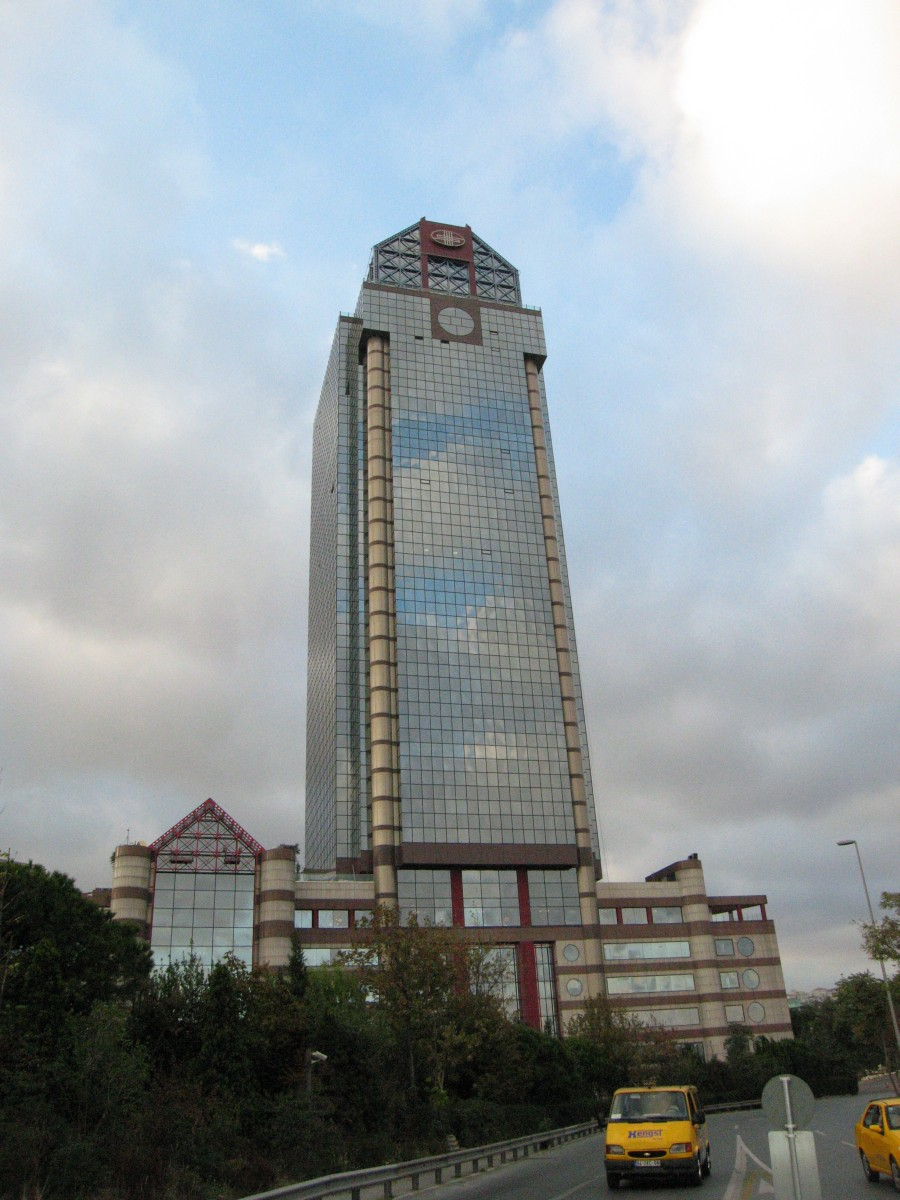
Süzer Plaza Ritz-Carlton

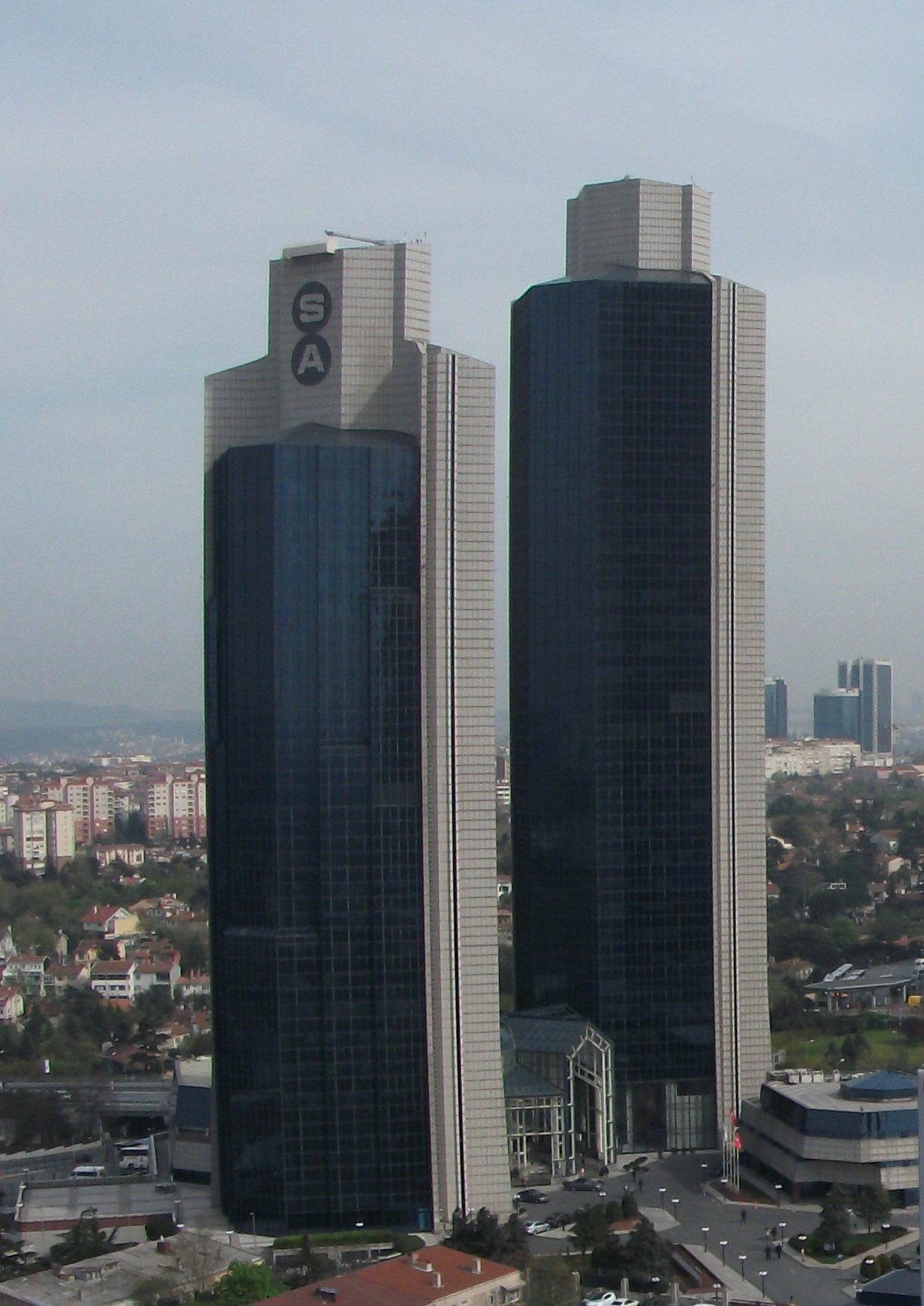
Sabanci Center

Les bâtiments ayant été le plus haut d'Istanbul au moment de leur achèvement sont en gras.
| Rang | Nom                               | Année | Utilisation | Hauteur (m) | Étages | Localisation |
| ---- | --------------------------------- | ----- | ----------- | ----------- | ------ | ------------ |
| 1    | TCMB Tower                        | 2024  | Bureaux     | 352         | 59     | Ümraniye     |
| 2    | Sapphire Tower                    | 2010  | Logements   | 261         | 54     | Levent       |
| 3    | Anthill Residence 2               | 2010  | Logements   | 210         | 55     | Şişli        |
| 3    | Anthill Residence 1               | 2010  | Logements   | 210         | 55     | Şişli        |
| 5    | Maslak Spine Tower                | 2014  | Mixte       | 201         | 51     | Maslak       |
| 6    | Torun Tower                       | 2014  | Bureaux     | 190         | 44     | -            |
| 7    | Varyap Meridian Block A           | 2012  | Logements   | 188         | 52     | -            |
| 8    | Renaissance Tower                 | 2014  | Bureaux     | 186         | 40     | -            |
| 9    | İşbank Tower 1                    | 2000  | Bureaux     | 181         | 52     | Levent       |
| 9    | My Towerland Tower A              | 2013  | Logements   | 181         | 52     | -            |
| 11   | Varyap Meridian Block C           | 2012  | Logements   | 180         | 45     | -            |
| 11   | Palladium Tower                   | 2014  | Bureaux     | 180         | 43     | Kadıköy      |
| 13   | Ak-Asya Shopping Center and Tower | 2014  | Mixte       | 173         | 55     | -            |
| 14   | Sisli Plaza                       | 2007  | Logements   | 170         | 46     | Şişli        |
| 14   | Zorlu Levent 199                  | 2014  | Bureaux     | 170         | 42     | -            |
| 14   | River Plaza Tower A               | 2014  | Bureaux     | 170         | 32     | -            |
| 17   | Tekstilkent Plaza 2               | 2000  | Mixte       | 168         | 44     | Bağcılar     |
| 17   | Tekstilkent Plaza 1               | 2000  | Mixte       | 168         | 44     | Bağcılar     |
| 17   | Soyak Kristal Kule                | 2014  | Bureaux     | 168         | 37     | Levent       |
| 20   | Varyap Meridian Block E           | 2012  | Logements   | 164         | 41     | -            |
| 20   | Selenium Twins 1                  | 2009  | Logements   | 164         | 35     | Şişli        |
| 20   | Selenium Twins 2                  | 2009  | Logements   | 164         | 35     | Şişli        |
| 23   | Exen Plaza Tower                  | 2014  | Logements   | 160         | 44     | -            |
| 24   | Akbank Tower                      | 1993  | Bureaux     | 158         | 39     | Levent       |
| 25   | Trump Towers 1                    | 2011  | Logements   | 156         | 39     | Şişli        |
| 26   | Uprise Elite                      | 2011  | Logements   | 154         | 42     | -            |
| 26   | Süzer Plaza Ritz-Carlton          | 1998  | Mixte       | 154         | 34     | Şişli        |
| 28   | Polat Tower Residence             | 2001  | Logements   | 153         | 40     | Şişli        |
| 29   | Istanbloom                        | 2014  | Mixte       | 150         | 46     | -            |
| 30   | 42 Maslak Tower 1                 | 2013  | Mixte       | 148         | 42     | Maslak       |
| 30   | 42 Maslak Tower 2                 | 2013  | Mixte       | 148         | 42     | Maslak       |
| 32   | Sun Plaza                         | 2005  | Bureaux     | 147         | 38     | Maslak       |
| 32   | Trump Towers 2                    | 2011  | Logements   | 147         | 37     | Şişli        |
| 34   | Four Winds Residence Tower A      | 2014  | Logements   | 145         | 45     | -            |
| 34   | Four Winds Residence Tower B      | 2014  | Logements   | 145         | 45     | -            |
| 34   | Four Winds Residence Tower C      | 2014  | Logements   | 145         | 45     | -            |
| 34   | Four Winds Residence Tower D      | 2014  | Logements   | 145         | 45     | -            |
| 38   | Sabanci Center 2                  | 1993  | Bureaux     | 140         | 34     | Levent       |

### Bâtiments en construction
| Nom                 | Utilisation | Hauteur (m) | Localisation | Statut               | Date de livraison prévue |
| ------------------- | ----------- | ----------- | ------------ | -------------------- | ------------------------ |
| Diamond of Istanbul | Bureaux     | 270         | Maslak       | Construction arrêtée | -                        |
| Leopardus           | Logements   | 178         | -            | En construction      | 2015                     |